# Байгузинское месторождение кварцевых песков
Байгузинское месторождение кварцевых песков — действующее месторождение в Байгузинском сельсовете Ишимбайского района в 10 км к юго-востоку от станции Ишимбаево. Залежь озерно-аллювиальных кварцевых песков имеет линзообразную форму. Мощность полезной толщи песков — 6—17 м. Запасы по категориям А+В+С1+С2 составляют 906 тыс. тонн.
Химический состав (%): SiO2 — 96,32—99,74; Al2O3 — 0,10—0,73; Fe2О3 — 0,03—1,18; CaO — 0,12—1,04; MgO — 0,0—0,23; ППП — 0,14—0,20.